# 615.º Batallón Antiaéreo Pesado
El 615.º Batallón Antiaéreo Pesado  (615. schwere-Flak-Abteilung (o)) fue una unidad de la Luftwaffe durante la Segunda Guerra Mundial.

## Historia
Fue formado en julio de 1941 a partir del XI Comando Administrativo Aéreo con 1. - 5. Baterías (hasta julio de 1942 conocido como 615.º Batallón Antiaéreo de Reserva ):
- Grupo de Plana Mayor/615.º Batallón Antiaéreo de Reserva /Nuevo
- 1.º Bat./615.º Batallón Antiaéreo de Reserva desde la 3.º Bat./612.º Batallón Antiaéreo de Reserva
- 2.º Bat./615.º Batallón Antiaéreo de Reserva desde la 3.º Bat./333.º Batallón Antiaéreo de Fortaleza de Reserva
- 3.º Bat./615.º Batallón Antiaéreo de Reserva desde la 6.º Escuadra/333.º Batallón de Reserva de Fortificación Antiaérea
- 4.º Bat./615.º Batallón Antiaéreo de Reserva/Nuevo
- 5.º Bat./615.º Batallón Antiaéreo de Reserva/Nuevo

Fue reorganizado como Batallón Pesado en 1943:
- 5.º Bat./615.º Batallón Antiaéreo Pesado como la 4.º Bat./269.º Batallón Antiaéreo de Proyectores y fue reformada desde la 5.º Bat./265.º Batallón Antiaéreo Mixto

En 1943 la 5.º Bat./615.º Batallón Antiaéreo Pesado como la 5.º Bat./531.º Batallón Antiaéreo Pesado, y nunca fue reformada.
Después en 1944 la 1.º Bat./615.º Batallón Antiaéreo Pesado como la 1.º Bat./803.º Batallón Antiaéreo Pesado, y fue reformada desde la 6.º Bat./516.º Batallón Antiaéreo Pesado

## Servicios
- junio de 1942 – febrero de 1943: en Bremen.
- 1943 – 1944: como Grupo Antiaéreo Leoben Bajo.
- 1 de noviembre de 1943: en Leoben bajo la 16.ª Brigada Antiaérea (76.º Regimiento Antiaéreo).
- 1 de enero de 1944: en Leoben bajo la 24.ª División Antiaérea (76.º Regimiento Antiaéreo).
- 1 de febrero de 1944: en Leoben bajo la 24.º Regimiento Antiaérea (76.º Regimiento Antiaéreo).
- 1 de marzo de 1944: en Leoben bajo la 24.ª División Antiaérea (76.º Regimiento Antiaéreo).
- 1 de abril de 1944: en Leoben bajo la 24.ª División Antiaérea (76.º Regimiento Antiaéreo).
- 1 de mayo de 1944: en Leoben bajo la 24.ª División Antiaérea (76.º Regimiento Antiaéreo).
- 1 de junio de 1944: en Leoben bajo la 24.ª División Antiaérea (76.º Regimiento Antiaéreo).
- 1 de julio de 1944: sin datos.
- 1 de agosto de 1944: en Leoben bajo la 7.ª Brigada Antiaérea (76.º Regimiento Antiaéreo).
- 1 de septiembre de 1944: en Leoben bajo la 7.ª Brigada Antiaérea (76.º Regimiento Antiaéreo).
- 1 de octubre de 1944: bajo la 17.ª Brigada Antiaérea.
- 1 de noviembre de 1944: bajo la 17.ª Brigada Antiaérea.
- 1 de diciembre de 1944: bajo la 15.ª División Antiaérea (133.º Regimiento Antiaéreo).
- diciembre de 1944: en Hungría (Lago Balaton).